# Ковальский, Николай Павлович

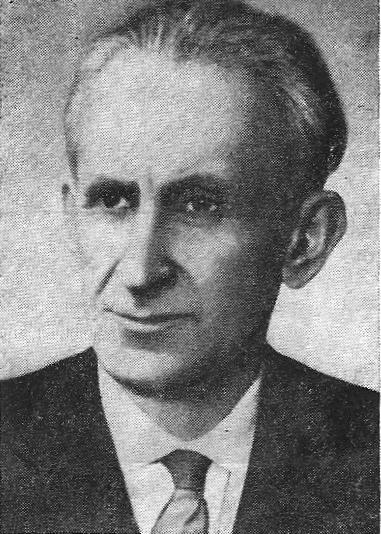
Н. П. Ковальский с родителями. 1931

Никола́й Па́влович Кова́льский (19 марта 1929 — 5 октября 2006) — советский и украинский историк. Доктор исторических наук, профессор, заслуженный деятель науки и техники Украины, академик Международной славянской академии наук (США), действительный член Украинской Свободной академии наук (США), председатель Острожского отделения Украинского исторического общества, руководитель Острожского отделения института археографии и источниковедения имени М. С. Грушевского НАН Украины, первый проректор по научной работе обновлённой Острожской академии, основатель современной украинской школы источниковедения.
Автор более 500 работ по проблемам истории, источниковедения, историографии, археографии и этнографии.

## Биография
Родился 19 марта 1929 года в городе Острог в семье потомственных учителей Кикец. Его семья сыграла в истории Волыни важную роль. Родная тётя по матери, Мария была замужем за деятелем УНР, членом Украинского Центрального Совета (УЦР). Вторым мужем Марии был Лев Быковский — украинский библиограф, член первого Правления Украинской Свободной академии наук в Нью-Йорке. Ещё один родственник, дядя по отцу, Николай Николаевич Ковальский был, как свидетельствует «Энциклопедия украиноведения» В. Кубиевича, «общественным и политическим деятелем… членом Украинской Центральной Рады, в 1918—1920 гг. Директором Департамента Государственного Контроля УНР; в эмиграции — председатель Украинского Центрального Комитета в Варшаве; погиб в немецком концентрационном лагере в Дахау».
Первым учителем, направившим Ковальского Н. П. путём исследователя истории, был ученый-археолог, человек энциклопедических знаний, полиглот, выпускник Московского археологического института, краевед Иосиф Новицкий. В 1946 году Н. П. Ковальский окончил среднюю школу № 1 в Остроге с золотой медалью и поступил в местное педагогическое училище, которое также окончил с отличием в 1947 году.
С 1947 по 1952 год учился на историческом факультете Львовского государственного университета. После третьего курса университета Николай Павлович Ковальский перевёлся на заочное отделение и работал учителем в Острожской семилетней школе № 3. Позднее профессор Ковальский всегда утверждал, что хороший педагог должен начинать свой путь со школы и постепенно продвигаться к высшей школе, — только тогда педагог станет профессионалом.
В 1956 году в том же Львовском университете Ковальский окончил аспирантуру и в 1958 году защитил кандидатскую диссертацию на тему «Связи западноукраинских земель с Русским государством (вторая половина XVI—XVII в.)».
С 1959 по 1963 год работал в Украинском государственном музее этнографии и художественного промысла АН УССР во Львове. В 1963 году переехал в Кривой Рог, где был избран доцентом Криворожского общенаучного факультета Днепропетровского государственного университета, где работал до 1967 года. С 1967 до 1994 года жизнь и творчество Н. П. Ковальского были связаны с Днепропетровским государственным университетом, где с 1977 по 1994 год он возглавлял кафедру историографии и источниковедения, которая под его руководством превратилась в ведущий центр развития исторической науки на Украине. Он создал собственную научную школу и воспитал больше двух десятков кандидатов и докторов наук.
В 1984 году в Московском государственном университете Николай Павлович Ковальский защитил докторскую диссертацию на тему «Источники по истории Украины XVI—XVII вв.».
В 1994 году он вернулся в Острог, где начал возрождение Острожской академии и стал её первым проректором по научной работе. Вместе с Николаем Павловичем Ковальским строить научную базу академии приехали из Днепропетровска его ученики, которые сегодня продолжают расширять научную школу, основанную профессором Ковальским. За заслуги перед городом Николай Павлович Ковальский стал почётным гражданином Острога. Сегодня его именем называется одна из улиц города, а также кафедра истории в Острожской академии.

## Награды
- Отличник образования Украины (1999);
- Отличие президента Украины — медаль «Защитнику Отчизны».

## Избранная библиография
- Н. П. Ковальский. Некоторые проблемы теории и методики исторического источниковедения. Historians.in.ua (1991). — Фонограмма лекции спецкурса профессора Н. П. Ковальского. Дата обращения: 18 сентября 2019. Архивировано 27 сентября 2019 года.
- Н. П. Ковальский. Раздумья украинского источниковеда о светлой памяти академика Ивана Дмитриевича Ковальченко — человеке, ученом, организаторе науки // «История и компьютер» : информационный бюллетень. — 1996. — № 18. — С. 182—194.
- Н. П. Ковальский. Источники по истории Украины XVI—XVII вв. в Литовской метрике и фондах приказов ЦГАДА : Учебное пособие. — Днепропетровск : ДГУ, 1979. — 74 с.
- Н. П. Ковальский. Вопросы изучения и использования ЛМ как важнейшего комплекса источников по социально-экономической и политической истории Украины XVI-XVII вв. // Литовская Метрика : Тезисы докладов межреспубликанской научной конференции : апрель 1988. — Вильнюс, 1988. — С. 7—9. — 67 с.
- Н. П. Ковальский. Выступление С. О. Шмидта в 1983 г. в Днепропетровске на IV Всесоюзной конференции по источниковедению и специальным историческим дисциплинам // Источниковедение и краеведение в культуре России : Сборник к 50-летию служения Сигурда Оттовича Шмидта Историко-архивному институту. — М. : Российск. гос. гуманит. ун-т, 2000. — 519 с.
- Н. П. Ковальский. Проблемы классификации письменных источников в современной советской историографии // Актуальные проблемы источниковедения и специальных исторических дисциплин : Тез. докл. 4-й Всесоюз. конф. , Днепропетровск, 31 окт. — 2 нояб. 1983 г.. — М. : АН СССР. Отд-ние истории и др., 1983. — С. 14—27.
- Н. П. Ковальский, Ю. А. Мыцык. Анализ архивных источников по истории Украины XVI—XVII вв. : Учебное пособие. — Днепропетровск : ДГУ, 1984. — 84 с.
- Н. П. Ковальский. Острожский инвентарь 1654 г. // Исследования по археографии и источниковедению отечественной истории XVI—XX вв : Межвуз. сб. науч. тр. / отв. ред. Н. П. Ковальский. — Днепропетровск : ДГУ, 1990. — С. 32—40. — Хранится в Главном архиве Давних Актов в Варшаве.
- Н. П. Ковальский, В. Б. Атаманенко. Новые сведения о пребывании Ивана Федорова в Германии // Исследования по археографии и источниковедению отечественной истории XVI—XX вв. : Межвуз. сб. науч. тр. / отв. ред. Н. П. Ковальский. — Днепропетровск : ДГУ, 1990. — С. 60—63. — 172 с.
- Проблемы применения количественных методов анализа и классификации источников по отечественной истории: Межвуз.сб.науч.тр./ Ред. кол.: Н. П. Ковальский (отв. ред.) и др. — Днепропетровск: ДГУ,1988. −120 с.
- Теория и методика историографических и источниковедческих исследований: Межвуз. сб. науч. тр. / Ред. кол.: Н. П. Ковальский (отв. ред.) и др. — Днепропетровск: ДГУ, 1989. — 208 с.
- Ковальский Н. П. Источниковедение и археография истории Украины XVI — первая половина XVII века. Анализ дореволюционных отечественных публикаций источников. — Д., 1978. — Ч.2
- Ковальский Н. П. Обзор историографии источниковедения истории Украины XVI — первой половины XVII в. // Актуальные историографические проблемы отечественной истории XVII—XIX веков. — Д., 1982. — С. 26 — 48.
- Анализ отечественных источников по истории освободительной войны украинского народа 1648—1654 гг. [Текст] : учеб. пособие / Н. П. Ковальский, Ю. А. Мыцык; Днепропетр. гос. ун-т им. 300-летия воссоединения Украины с Россией. — Днепропетровск : ДГУ, 1986. — 80 с.
- Источниковедение истории Украины (XVI — первая половина XVII века) [Текст] : учеб. пособие / Н. П. Ковальский ; Днепропетр. гос. ун-т им. 300-летия воссоединения Украины с Россией. — Днепропетровск : ДГУ, 1977 — . Ч. 1 : Анализ советских археографических публикаций документальных источников. — 95 с. — Библиогр. в примеч.: c. 87-94.
- Ковальский Н. П. Документальные источники по истории Великого княжества Литовского XV—XVIII вв. в архиве Сангушек // Материалы межреспубликанской научной конференции по источниковедению и историографии народов прибалтийских республик Союза ССР. Источниковедение. — Вильнюс, 1978. С.35-41.
- Ковальский Н. П. Документальные коллекции Радзиминьского и Оссолиньского как источники по истории Волыни XV—XVIII вв. // Некоторые проблемы отечественной историографии и источниковедения: Сб. научных трудов / Министерство высшего и среднего специального образования СССР. Днепропетровский ордена Трудового Красного Знамени государственный университет им. 300-летия воссоединения Украины с Россией. — Днепропетровск, 1978. — С. 25-34.